# کوچاش
کوچاش (انگلیسی: Kuchash) یک شهرک در شهرستان کالتاسینسکی استان باشقیرستان کشور روسیه است.